# Topológiák összehasonlítása
A matematika topológia nevű ágában topológiák összehasonlításán azt értjük, hogy egy adott alaphalmazon értelmezett két topológia közül az egyiket a másiknál finomabbnak (vagy ekvivalens értelemben a másodikat az elsőnél durvábbnak) mondjuk.

## Definíció
Legyen {\displaystyle \tau _{1}} és {\displaystyle \tau _{2}} topológia egyazon {\displaystyle X} alaphalmazon. Ha {\displaystyle \tau _{1}\subset \tau _{2}}, akkor azt mondjuk, hogy {\displaystyle \tau _{2}} finomabb mint {\displaystyle \tau _{1}}, illetve ekvivalens megfogalmazásban {\displaystyle \tau _{1}} durvább mint {\displaystyle \tau _{2}}.

## Példák
- Tetszőleges alaphalmazon a diszkrét topológia minden más topológiánál finomabb, az indiszkrét topológia minden más topológiánál durvább.
- Az {1,2,3} alaphalmazon jelölje {\displaystyle \tau _{1}} azt a topológiát, amely az { }, {1} és {1,2,3} halmazokból áll. Jelölje továbbá {\displaystyle \tau _{2}} azt a topológiát, amely az { }, {1}, {2}, {1,2} és {1,2,3} halmazokból áll. Akkor {\displaystyle \tau _{1}} durvább {\displaystyle \tau _{2}}-nél, és {\displaystyle \tau _{2}} finomabb {\displaystyle \tau _{1}}-nél.
- Ugyanezen az alaphalmazon az { }, {1} és {1,2,3} halmazokból álló illetve az {}, {2} és {1,2,3} halmazokból álló topológiák közül egyik sem finomabb vagy durvább a másiknál.

## Tulajdonságok
Legyen {\displaystyle \tau _{1}} és {\displaystyle \tau _{2}} topológia egyazon {\displaystyle X} alaphalmazon úgy, hogy {\displaystyle \tau _{1}} finomabb, mint {\displaystyle \tau _{2}}. Akkor az {\displaystyle (X,\tau _{1})} topologikus térből az {\displaystyle (X,\tau _{2})} topologikus térbe vezető identikus leképezés folytonos, hiszen ilyenkor tetszőleges {\displaystyle \tau _{2}}-beli nyílt halmaz ősképe {\displaystyle \tau _{1}}-beli nyílt halmaz.